# Stanisław Pietsch
Stanisław Myron-Pietsch (ur. 6 grudnia 1889 we Lwowie, zm. 23 października 1979 w Londynie) – kapitan Wojska Polskiego.

## Życiorys
Urodził się 6 grudnia 1889 we Lwowie. Po zakończeniu I wojny światowej, jako były oficer c. i k. armii został przyjęty do Wojska Polskiego i zatwierdzony w stopniu porucznika. Został awansowany na stopień kapitana rezerwy piechoty ze starszeństwem z dniem 1 czerwca 1919. W 1923, 1924 pozostawał oficerem 1 Pułku Strzelców Podhalańskich w Nowym Sączu. W 1934 jako kapitan rezerwy był przydzielony do Oficerskiej Kadry Okręgowej nr VI jako oficer po ukończeniu 40 roku życia i pozostawał wówczas w ewidencji Powiatowej Komendy Uzupełnień Lwów Miasto.
Ukończył studia na Politechnice Lwowskiej z tytułem inżyniera. Po wybuchu II wojny światowej był więziony przez sowietów. Po odzyskaniu wolności służył jako szef Budownictwa i Kwaterunku Polskich Sił Zbrojnych w ZSRR we Wriewskoje koło Taszkentu. Po wojnie przebywał na emigracji. Zmarł 23 października 1979 w Londynie.

## Odznaczenie
- Srebrny Krzyż Zasługi (11 listopada 1970)[8]